# Åke Olsson (filmare)
Kjell Åke Olsson, född 5 augusti 1924, död 7 oktober 1983, var en svensk filmklippare och regissör.

## Regi
- 1968 – Sarons ros och gubbarna i Knohult